# Temagami
Temagami [təˈnɑgɛmi] ist ein Stadtbezirk im Nordosten der kanadischen Provinz Ontario im Nipissing District. Temagami liegt am Lake Temagami und hat 802 Einwohner (Stand: 2016) auf einer Fläche von 1.905,92 km². Südwestlich der Gemeinde beginnt der Finlayson Point Provincial Park.

## Geschichte
Temagami wurde von Dan O’Connor gegründet. Um 1900 entdeckte man in Temagami Gold, Silber und Nickel. Dan O’Connor erbaute 1903 das Ronnoco Hotel, das aber im Jahre 1973 niederbrannte.

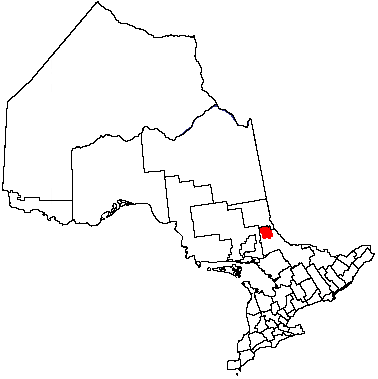
Lage von Temagami in Ontario

## Persönlichkeiten
- Benjamin Chee Chee (1944–1977), Maler